# Lobo Marinho (Schiff, 2003)
Die Lobo Marinho ist eine 2003 gebaute Ro-Ro-Fähre der portugiesischen Reederei Porto Santo Line, die im Liniendienst zwischen Madeira und der Nachbarinsel Porto Santo verkehrt.

## Vorgeschichte
Nach der Vergabe der Fährverbindung zwischen Funchal auf Madeira und Porto Santo kaufte die erst 1989 gegründete Reederei Porto Santo Line eine gebrauchte Fähre, die sie Lobo Marinho (dt. „Seelöwe“) nannte.
Dieses 1968 auf der Aalborg Værft in Dänemark gebaute Schiff war 88 Meter lang und 15,65 Meter breit, verfügte über vier Antriebsmotoren mit je 2180 PS und konnte 885 Passagiere befördern. Von 1968 bis 1984 verkehrte sie in Norwegen als Christian IV zwischen Kristiansand und Hirtshals. 1984 wurde sie nach Kuala Lumpur verkauft und in Pernas Safari umbenannt, von 1994 bis 1996 verkehrte sie als maltesische Safari zwischen Bari und Korfu, bevor sie nach Madeira gelangte.

## Bau und technische Daten
In Anbetracht steigender Passagierzahlen hatte die Reederei bei der Werft Estaleiros Navais de Viana do Castelo am 24. September 2001 eine neuere und größere Ro-Ro-Fähre bestellt. Diese wurde am 28. Januar 2002 auf der Werft Baltisches Werk in Sankt Petersburg auf Kiel gelegt. Der Kasko wurde nach Portugal geschleppt und auf der Werft Estaleiros Navais de Viana do Castelo unter der Baunummer C237 ausgebaut und am 30. Mai 2003 fertig gestellt. Bei der Taufe ging der Name Lobo Marinho auf das neue Schiff über, die alte Fähre wurde verkauft. Die Lobo Marinho ist das einzige Schiff der Reederei.
Ihre Länge beträgt 111,70 Meter, sie ist 20,04 Meter breit und weist einen Tiefgang von 5 Metern auf. Sie ist mit 8072 BRZ bzw. 2.421 NRZ vermessen und hat eine Tragfähigkeit von 1.590 Tonnen. Der Antrieb besteht aus zwei MaK-Dieselmotoren, deren Leistung zusammen 16.000 KW beträgt. Diese wirken über Untersetzungsgetriebe auf zwei Verstellpropeller, das Schiff erreicht eine Geschwindigkeit von rund 21 Knoten. Die Fähre kann bis zu 1153 Passagiere und 145 Pkw oder 100 Pkw und 14 Lkw befördern. Die Besatzung besteht aus 47 Offizieren und Mannschaften.

## Geschichte

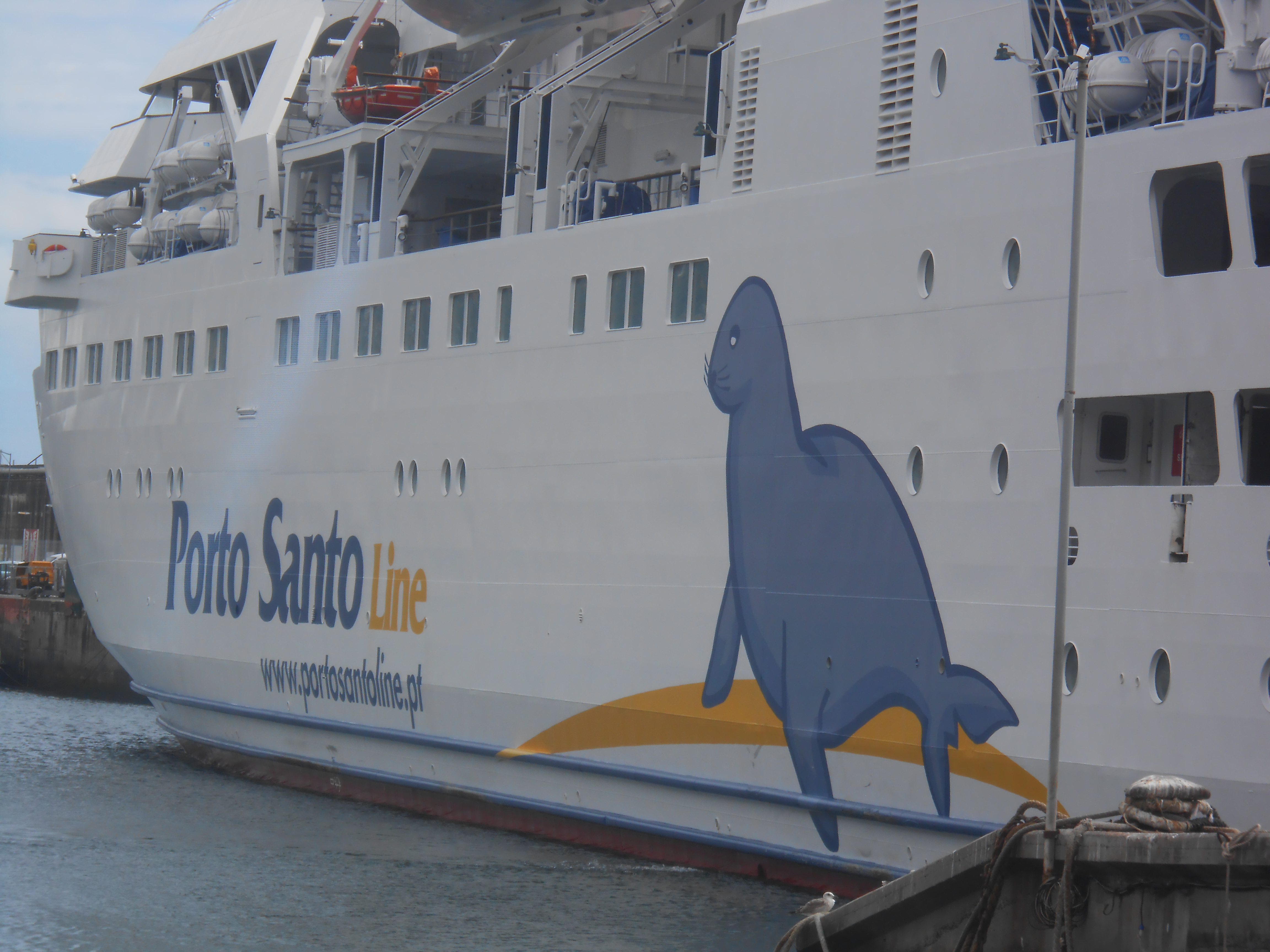
Logo der Porto Santo Line auf der Bordwand der Lobo Marinho

Nach der Jungfernfahrt am 4. Juni 2003 übernahm das neue Schiff den Linienbetrieb zwischen Funchal und der Nachbarinsel Porto Santo. Seitdem pendelt das Fährschiff des Unternehmens fast täglich zwischen den beiden großen Inseln des Archipels.
Im Linienbetrieb startet das Schiff von Funchal in der Regel morgens um 8.00 Uhr und erreicht Porto Santo gut zwei Stunden später. Die Rückfahrt erfolgt abends um 18.00 Uhr. Freitags erfolgt die Fahrt von Funchal um 19.00 Uhr, die Rückfahrt von Porto Santo um 22.30 Uhr. Ergänzt wird dieser fast tägliche Fahrplan durch eine zweite Fahrt an ausgewählten Tagen. Am wöchentlichen Ruhetag, dem Dienstag, erfolgen keine Fahrten des Schiffes.
Die Lobo Marinho befördert neben den Fahrgästen – vor allem Touristen, die Porto Santo nicht mit dem Flugzeug erreichen möchten – auch Versorgungsgüter für die Bewohner der Insel. Zur Nutzung der Linie liegen wenige Zahlen vor: Im Jahr 2014 wurde die Verbindung von rund 253.000 Fahrgästen genutzt.

## Vorkommnisse und Besonderheiten
Im Mai 2015 war die Lobo Marinho in einen Zwischenfall mit einem Surfer verwickelt. Dabei kam das Schiff von Porto Santo in die Nähe eines Surfers und traf diesen fast mit dem Bug. Der Mann wurde gerettet und von einem Boot nach Funchal gebracht.
Von Juli bis Dezember 2016 unterstützte die Reederei das CETUS-Projekt. Dieses Projekt diente zur Beobachtung von Walen in der Region Makaronesien und sollte der Forschung Daten über das Vorkommen von Walen liefern und beinhaltete gleichzeitig eine Komponente zur Umwelterziehung. Dabei diente die Lobo Marinho während ihrer Fahrten zwischen Madeira und Porto Santo als Beobachtungsplattform zur Zählung der gesichteten Wale.